# Hafthohlladung
La Hafthohlladung era una bomba a mano anticarro a carica cava tedesca, impiegata durante la seconda guerra mondiale.

## Storia
La Hafthohlladung o solo HH venne adottata dalla Wehrmacht nel novembre 1942. Venne realizzata in due versioni di peso e differenti, la HH 3 e la HH 3.5. La bomba poteva penetrare 140 mm di acciaio omogeneo o 500 mm di cemento armato. Dichiarata obsoleta nel maggio 1944, la sua produzione venne interrotta in favore del Panzerfaust, ma gli stock esistenti vennero usati fino ad esaurimento.

## Impiego operativo
La bomba veniva assegnata primariamente alle squadre anticarro. I fanti, grazie ai magneti presenti sul fondo della bomba, la attaccavano direttamente alla corazza in acciaio dei carri armati prima di armare la spoletta tirando il tappo all'apice del corpo bomba. Poiché la bomba aderiva perpendicolarmente alla superficie della corazza, il grado di inclinazione delle piastre era ininfluente sulla capacità di penetrazione dell'arma. Tuttavia la tecnica di impiego era particolarmente pericolosa ed esponeva i fanti al fuoco nemico.

## Tecnica
Il corpo bomba in lamiera d'acciaio, a forma di imbuto rovesciato, era alto 27,2 cm e largo 15 ed era fissato ad un piatto triangolare di bachelite, munito alla base di tre magneti per aderire alle corazze dei carri. Il collo del corpo bomba fungeva da manico e conteneva il detonatore e, alla sua sommità, la spoletta. La parte inferiore del corpo bomba, a forma di bulbo o troncoconica, conteneva la carica cava, con cono di 60°. La base del corpo bomba era fissata da 6 bulloni ad un piatto di bachelite. Il piatto portava inferiormente tre magneti a forma di ferro di cavallo.
La spoletta a strappo con acciarino a frizione, con ritardo pirotecnico, era avvitata sulla sommità della testa e collegata ad un detonatore. Il ritardo di 4,5 secondi delle versioni iniziali fu portato a 7,5 secondi in maggio 1943. Un tappo in materiale plastico era avvitato sulla spoletta e collegato al cavetto a strappo, in modo che svitandolo e tirandolo si innescava l'acciarino.

### HH 3
La versione HH 3 si distingueva dalla parte inferiore del corpo bomba a forma di tronco di cono; la carica cava era formata da 1,5 kg di esplosivo PENT. L'ordigno pesava circa 3 kg. La spoletta era una Brennzünder 24 con ritardo di 4,5 secondi, riconoscibile dal tappo bluastro, poi portato a 7 secondi, con tappo giallo.

### HH 3.5
La versione HH 3.5 aveva la parte inferiore del corpo bomba a forma di bulbo e pesava 3,5 kg. La carica esplosiva era costituita da 1,7 kg di amatolo. La spoletta era del modello Brennzünder für Eihandgranate 39 (BZE 39) con tappo giallo, indicante un ritardo di 7,5 secondi.